# Rudolf Matter

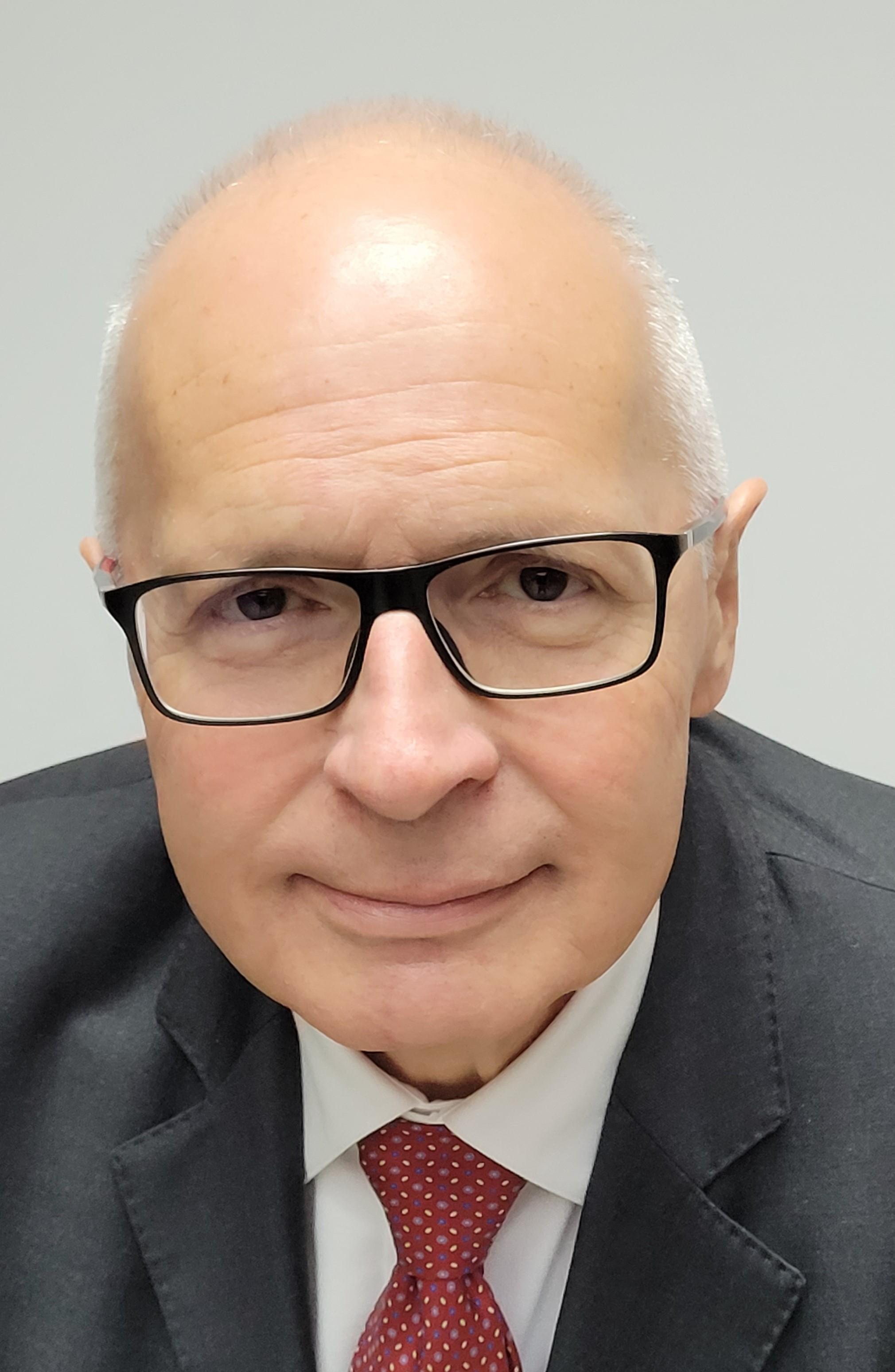
Rudolf Matterː Direktor SRF 2010 bis 2019. Aufnahme 2022.

Rudolf «Ruedi» Matter (* 24. Oktober 1953 in Buckten, Kanton Basel-Landschaft) ist ein Schweizer Journalist. Nach der Zusammenlegung von Schweizer Radio DRS und Schweizer Fernsehen zum Schweizer Radio und Fernsehen (SRF) wurde er zum ersten Direktor der neuen Unternehmenseinheit gewählt. Ende März 2019 lief sein Arbeitsvertrag mit der SRG SSR aus. Er führte anschliessend noch einige Mandate für sie weiter. Nachfolgerin wurde Nathalie Wappler. 

## Leben
Matter studierte nach der Matura am Gymnasium Liestal und einem Zeitungsvolontariat Geschichte, Publizistik und Philosophie (lic. phil. I) an der Universität Zürich und an der Stanford Graduate School of Business in Palo Alto, Kalifornien, wo er das Stanford Executive Program (SEP) absolvierte.
1974 wurde er Lokalredaktor bei der Tageszeitung National-Zeitung in Basel. Ab 1976 war er verantwortlich für die SRF-Nachrichtensendung Tagesschau. Ausserdem produzierte und moderierte er das Vorabendmagazin Karussell. Von 1988 bis 1992 war er als freier Journalist tätig. 1992/93 arbeitete er für die Unternehmens- und Strategieberatung McKinsey & Company. 1993 wurde er Chefredaktor und Moderator der Fernsehsendung Cash-TV auf SRF zwei. 1997 wechselte er als Redaktionsleiter zum Nachrichtensender n-tv in Deutschland. Dort wurde er später Wirtschafts- und Programmplanungsdirektor. 2006 übernahm er die Chefredaktion beim Schweizer Radio DRS. Darüber hinaus war er Leiter der Abteilung für Information.
Matter war Präsident des Verwaltungsrates von Technology and production center switzerland (tpc), sowie Mitglied des Verwaltungsrates von Mediapulse, publisuisse und Telepool.
Er ist verheiratet und Vater von drei Kindern.